# Japanse kampioenschappen schaatsen afstanden 2019 - 1500 meter vrouwen
De 1500 meter vrouwen op de Japanse kampioenschappen schaatsen afstanden 2019 werd gereden op zondag 28 oktober 2018 in het ijsstadion M-Wave in Nagano.

## Statistieken
| #      | Schaatser          | Tijd       |
| ------ | ------------------ | ---------- |
| Goud   | Miho Takagi        | 1.56,17    |
| Zilver | Nana Takagi        | 1.58,15    |
| Brons  | Ayano Sato         | 1.58,30    |
| 4      | Yuna Onodera       | 1.58,73 PR |
| 5      | Yuka Abe           | 1.59,31    |
| 6      | Maki Tsuji         | 1.59,74    |
| 7      | Nene Sakai         | 2.00,22    |
| 8      | Rio Yamada         | 2.01,48    |
| 9      | Arisa Tsujimoto    | 2.02,01 PR |
| 10     | Rin Kosaka         | 2.02,46 PR |
| 11     | Maki Tabata        | 2.03,10    |
| 12     | Ayuri Fukuoka      | 2.03,66    |
| 13     | Nana Takahashi     | 2.03,88    |
| 14     | Tsukushi Takigami  | 2.05,03    |
| 15     | Lemi Williamson    | 2.05,27    |
| 16     | Yuna Yoshimura     | 2.05,34    |
| 17     | Karuna Koyama      | 2.05,60    |
| 18     | Momoka Horikawa    | 2.06,41    |
| 19     | Yui Fujimori       | 2.06,75    |
| 20     | Sana Fujii         | 2.07,31    |
| 21     | Akari Hori-Shimizu | 2.08,78    |
|        | Honoka Kumagai     | DQ         |

| Rit | Baan   | Schaatser          | Tijd (rang)  |
| --- | ------ | ------------------ | ------------ |
| 1   | Binnen | Lemi Williamson    | 2.05,27 (15) |
| 1   | Buiten | Tsukushi Takigami  | 2.05,03 (14) |
| 2   | Binnen | Akari Hori-Shimizu | 2.08,78 (21) |
| 2   | Buiten | Honoka Kumagai     | DQ           |
| 3   | Binnen | Sana Fujii         | 2.07,31 (20) |
| 3   | Buiten | Yuna Yoshimura     | 2.05,34 (16) |
| 4   | Binnen | Arisa Tsujimoto    | 2.02,01 (9)  |
| 4   | Buiten | Karuna Koyama      | 2.05,60 (17) |
| 5   | Binnen | Momoka Horikawa    | 2.06,41 (18) |
| 5   | Buiten | Yui Fujimori       | 2.06,75 (19) |
| 6   | Binnen | Rin Kosaka         | 2.02,46 (10) |
| 6   | Buiten | Ayuri Fukuoka      | 2.03,66 (12) |
| 7   | Binnen | Rio Yamada         | 2.01,48 (8)  |
| 7   | Buiten | Nene Sakai         | 2.00,22 (7)  |
| 8   | Binnen | Maki Tsuji         | 1.59,74 (6)  |
| 8   | Buiten | Yuna Onodera       | 1.58,73 (4)  |
| 9   | Binnen | Nana Takagi        | 1.58,15 (2)  |
| 9   | Buiten | Maki Tabata        | 2.03,10 (11) |
| 10  | Binnen | Nana Takahashi     | 2.03,88 (13) |
| 10  | Buiten | Miho Takagi        | 1.56,17 (1)  |
| 11  | Binnen | Yuka Abe           | 1.59,31 (5)  |
| 11  | Buiten | Ayano Sato         | 1.58,30 (3)  |

## Wereldbekerkwalificatie
De volgende rijders hebben zich gekwalificeerd voor de wereldbekers:
| #      | Schaatser    | 1. Obihiro | 2. Tomakomai | 3. Tomaszów Mazowiecki | 4. Heerenveen |
| ------ | ------------ | ---------- | ------------ | ---------------------- | ------------- |
| 1      | Miho Takagi  | X          | X            | X                      | X             |
| 2      | Nana Takagi  | X          | X            | X                      | X             |
| 3      | Ayano Sato   | X          | X            | X                      | X             |
| 4      | Yuna Onodera | X          | X            | X                      | X             |
| 5      | Yuka Abe     | X          | X            |                        |               |
| Totaal | Totaal       | 5          | 5            | 4                      | 4             |

## IJs- en klimaatcondities
|                  |         | Start   | Eind |
| ---------------- | ------- | ------- | ---- |
| Tijd             | 10:31   | 11:07   |      |
| Paar             | 1       | 11      |      |
| Luchttemperatuur | 15,0°C  | 14,5°C  |      |
| IJstemperatuur   | -3,8°C  | -4,0°C  |      |
| Luchtvochtigheid | 62%     | 60%     |      |
| Luchtdruk        | 971 hPa | 971 hPa |      |